# بيبي دول
بيبي دول طراز من طرازات زي النوم النسائي، وهو فستان أو مبذل قصير، على الأغلب من دون أكمام وفضفاض. يصنع بيبي دول عادة من القماش الشفاف مثل النايلون أو الشيفون أو الحرير.
يكون التصميم في كثير من الأحيان بشكل يظهر فيه التقويرة مع تنورة تصل إما إلى السرة أو أعلى الفخذ. تزركش حافة البيبي دول عادة بالدَّنتيل أو الكشكشة أو تطريزات الأبليكه أو الفروات أو التزويقات.